# NGC 6279
NGC 6279 est une galaxie lenticulaire barrée située dans la constellation d'Hercule. Sa vitesse par rapport au fond diffus cosmologique est de 7 226 ± 50 km/s, ce qui correspond à une distance de Hubble de 106,6 ± 7,5 Mpc (∼348 millions d'al). NGC 6279 a été découverte par l'astronome américain Lewis Swift en 1866.